# بوكيمون رينجر
بوكيمون رينجر (بالإنجليزية: Pokémon Ranger)‏ (باليابانية: ポケモンレンジャー) (نطق ياباني:Pokémon Renjā)، هي لعبة فيديو والتي تم إصدارها من قبل ذا بوكيمون كومباني سنة 2006، والتي تعمل على منصة نينتندو دي إس المحمولة، حيث بيعت اللعبة بأكثر من مليوني نسخة حول العالم يوم 31 مارس 2008.

## المواقع الخارجية
- بوكيمون رينجر على موقع IMDb (الإنجليزية)

- الموقع الرسمي